# Lijndenia melastomoides
Lijndenia melastomoides là một loài thực vật có hoa trong họ Mua. Loài này được (Naudin) Jacq.-Fél. mô tả khoa học đầu tiên năm 1985.